# Operação Selva
A Operação Selva (Operação Jungle) foi um programa do Serviço Secreto Britânico de Inteligência (MI6) no início da Guerra Fria, de 1949 a 1955, para a inserção clandestina de agentes de inteligência e resistência na Polônia e nos Estados Bálticos. Os agentes eram maioritariamente exilados polacos, estonianos, letões e lituanos que tinham sido treinados no Reino Unido e na Suécia e que se iriam ligar à resistência antissoviética contra os governos comunistas (os soldados amaldiçoados, os Irmãos da Floresta). As operações navais do programa foram realizadas por tripulantes alemães da Administração Alemã de Varredura de Minas sob o controle da Marinha Real. A Organização Gehlen, patrocinada pelos EUA, também se envolveu no recrutamento de agentes da Europa Oriental. No entanto, o Ministério da Segurança do Estado da URSS penetrou na rede e capturou ou entregou a maioria dos agentes.

## História
No final da década de 1940, o MI6 estabeleceu um centro especial em Chelsea, Londres, para treinar agentes a serem enviados aos Estados Bálticos. A operação recebeu o codinome "Selva" e foi liderada por Henry Carr, diretor do Departamento do Norte da Europa do MI6, e pelo chefe da seção do Báltico, Alexander McKibbin. O grupo estoniano foi liderado por Alfons Rebane, que também serviu como Standartenführer da Waffen-SS durante a  ocupação da Estônia pela Alemanha Nazista, o grupo letão liderado pelo ex-oficial da Luftwaffe Rūdolfs Silarājs e o grupo lituano liderado pelo professor de história Stasys Žymantas. 
A Organização Gehlen, uma agência de inteligência criada pelas autoridades de ocupação americanas na Alemanha Ocidental em 1946 e dirigida por ex-membros do Fremde Heere Ost (Exércitos Estrangeiros do Leste) da Wehrmacht, também recrutou agentes de organizações de emigrados do Leste Europeu para as operações.  Os agentes foram transportados sob a cobertura do "British Baltic Fishery Protection Service" (BBFPS), uma organização secreta lançada a partir da Alemanha ocupada pelos britânicos, usando um E-boat convertido da antiga Segunda Guerra Mundial. O Comandante da Marinha Real, Anthony Courtney, já havia ficado impressionado com as capacidades potenciais dos antigos cascos dos E-boats, e John Harvey-Jones da Divisão de Inteligência Naval foi encarregado do projeto e descobriu que a Marinha Real ainda tinha dois E-boats, P5230 e P5208. Eles foram enviados para Portsmouth onde um deles foi modificado para reduzir seu peso e aumentar sua potência. Para preservar a negação, um ex-capitão alemão do E-boat, Hans-Helmut Klose, e uma tripulação alemã da Administração Alemã de Varredura de Minas foram recrutados para tripular o E-boat.  
Os agentes foram inseridos em Saaremaa, Estônia, Užava e Ventspils, Letônia, Palanga, Lituânia e Ustka, Polônia, normalmente via Bornholm, Dinamarca, onde o sinal de rádio final foi dado a partir de Londres para os barcos entrarem nas águas territoriais reivindicadas pela URSS. Os barcos seguiam para seus destinos, normalmente a vários quilômetros da costa, sob o manto da escuridão e se reuniam com grupos em terra em botes; às vezes, agentes que retornavam eram recebidos nesses encontros.

## Fases
A operação evoluiu em diversas fases. O primeiro transporte de agentes ocorreu em maio de 1949, com seis agentes embarcando no barco em Kiel. A embarcação era tripulada por Klose e uma tripulação alemã. Os oficiais britânicos a bordo, os Tenentes Comandantes Harvey-Jones e Shaw, entregaram o comando do barco aos oficiais suecos em Simrishamn, sul da Suécia. A tripulação alemã prosseguiu então pela cobertura da Ilha de Öland, depois para leste até Palanga, a norte de Klaipėda, chegando por volta das 22h30. A 300 metros da costa, os seis agentes desembarcaram num bote de borracha e dirigiram-se para a costa. O barco regressou a Gosport, recolhendo os oficiais britânicos em Simrishamn e reabastecendo em Borkum. 
Após o sucesso da operação inicial, o MI6 prosseguiu com vários outros pousos improvisados em barcos sujos de borracha. Dois agentes desembarcaram em Ventspils em 1º de novembro de 1949; três agentes desembarcaram ao sul de Ventspils em 12 de abril de 1950 e dois agentes em dezembro em Palanga. 
No final de 1950, a Inteligência Naval Britânica e o MI6 criaram uma organização mais permanente com Klose contratando uma tripulação de 14 marinheiros e baseando o barco em Hamburgo-Finkenwerder. O "Serviço Britânico de Protecção da Pesca do Báltico" foi assim inventado como uma história de capa credível, dada a perseguição dos pescadores da Alemanha Ocidental pelos soviéticos. A operação evoluiu com uma tarefa secundária de reconhecimento visual e electrónico da costa do Báltico desde Saaremaa na Estónia até Rügen na Alemanha Oriental. Para tanto, o barco foi reformado com tanques de combustível adicionais para maior alcance e um extenso conjunto de antenas e equipamento americano para COMINT e ELINT. Nessa fase, foram realizados quatro pousos entre 1951 e 1952 com 16 agentes inseridos e cinco agentes recuperados. 
Em agosto de 1952, um segundo E-boat foi colocado em serviço como navio de reabastecimento e abastecimento e consorte para as operações SIGINT, sob o comando do Tenente EG Müller, um ex-oficial executivo que serviu sob o comando de Klose durante a Segunda Guerra Mundial. Oito agentes polacos foram inseridos durante este período utilizando balões marítimos. 
Durante o período 1954-55, três novas lanchas da classe Silbermöwe construídas na Alemanha substituíram os antigos E-boats.  Eles foram batizados de Silvergull (nome alemão Silbermöwe, comandado por HH Klose), Stormgull (nome alemão Sturmmöwe, comandado por E. G. Müller) e Wild Swan (nome alemão Wildschwan, comandado por D. Ehrhardt).   Eles foram construídos no estaleiro Lürssen em Bremen-Vegesack para a Polícia de Fronteira da Alemanha Ocidental, mas sob o pretexto de que os barcos ultrapassavam a velocidade permitida pelo Tratado de Potsdam, as autoridades francesas e britânicas confiscaram os navios para as missões de Klose. Em fevereiro de 1955, durante uma varredura SIGINT de Brüsterort a Liepāja, houve um confronto de 15 minutos ao largo de Klaipėda com um barco-patrulha soviético; O Wild Swan de Ehrhardt foi alvejado pelos soviéticos, mas o barco alemão escapou em alta velocidade. 

## Operação comprometida
A operação foi severamente comprometida pela contraespionagem soviética, principalmente através de informações fornecidas pelos britânicos "Cambridge Five". Na extensa contraoperação "Lursen-S" (nomeada em homenagem a Lürssen, o fabricante dos E-boats), o MGB / KGB capturou ou matou quase todos os 42 agentes do Báltico inseridos no campo. Muitos deles foram transformados em agentes duplos que se infiltraram e enfraqueceram significativamente a resistência do Báltico.
Um dos agentes enviados à Estônia e capturado pela KGB, Mart Männik, escreveu uma autobiografia A Tangled Web: A British Spy in Estonia, que foi publicada após sua morte e traduzida para o inglês. O livro relata suas experiências durante e após a operação malsucedida. 
O MI6 suspendeu a operação em 1955 devido à crescente perda de agentes e às suspeitas de que a operação estava comprometida. A última missão foi pousar em Saaremaa em abril de 1955.  Embora a operação geral do MI6 na Curlândia seja considerada um fiasco, as missões de Klose são consideradas bem-sucedidas, no que diz respeito ao SIGINT e aos aspectos navais das suas incursões.  As lanchas foram entregues à nova Marinha Alemã em 1956. 